# Van Woustraat
De Van Woustraat is een stadsstraat in de Amsterdamse wijk De Pijp in stadsdeel Zuid. De straat is in 1880 genoemd naar de klokkengieter Geert van Wou uit Kampen.
De straat ligt in het verlengde van het Westeinde en het Frederiksplein en verbond aanvankelijk de Stadhouderskade met de Ceintuurbaan. Na de annexatie van het noordelijke deel van de gemeente Nieuwer-Amstel in 1896 werd de straat geleidelijk verlengd tot aan het Amstelkanaal. In het verlengde ervan ligt de Rijnstraat in de Rivierenbuurt.
De straat kruist onder meer de Albert Cuypstraat/Hemonylaan met de bekende markt en de Ceintuurbaan.
Langs het grootste deel van de straat staan winkels, maar als winkelstraat trekt de nabijgelegen Ferdinand Bolstraat meer publiek. Vooral eetgelegenheden zijn er te vinden in de Van Woustraat. Automobilisten noemen het een "doorrijwinkelstraat". In oktober 2019 heeft de gemeente echter bekendgemaakt dat het deel tussen de Stadhouderskade en Ceintuurbaan "autoluw" wordt.

## Trams
Tussen 1904 en 1944 en van 1945-1948 reed lijn 5 door de straat ten noorden van de Ceintuurbaan en van 1942-1944 door de gehele straat. In 1945 werd de route van deze lijn naar de Wibautstraat verplaatst.
Tussen 1904 en 1942 reed lijn 8 door de straat ten zuiden van de Ceintuurbaan. In 1942 werd deze lijn opgeheven.
In 1948 verscheen lijn 4 in de Van Woustraat en rijdt hier nog steeds. Van 1971 tot 1977 reed ook lijn 7 door de gehele straat en van 2003 tot 2013 reed lijn 25 in het noordelijke gedeelte van de straat.

## Herinrichting
De Van Woustraat is een 'red route' voor fietsers. Daarom is tussen 2018 en 2024 de straat heringericht. Na de herinrichting is de straat van en naar de Stadhouderskade enkel toegankelijk voor fietsers en het openbaar vervoer.

## Trivia
- In de Van Woustraat is gevestigd het dartcafé "De Vluchtheuvel" waar darter (en voormalig bestuurder van tramlijn 14) Co Stompé de fijne kneepjes van het darten heeft geleerd;
- in 1988 en 1989 moest een deel van de straat afgezet worden vanwege lekkende gasleidingen, bij die ontruiming van 1989 werd de gehele wijk in het donker gezet; de gemeenteverlichting werd uitgeschakeld.

## Fotogalerij

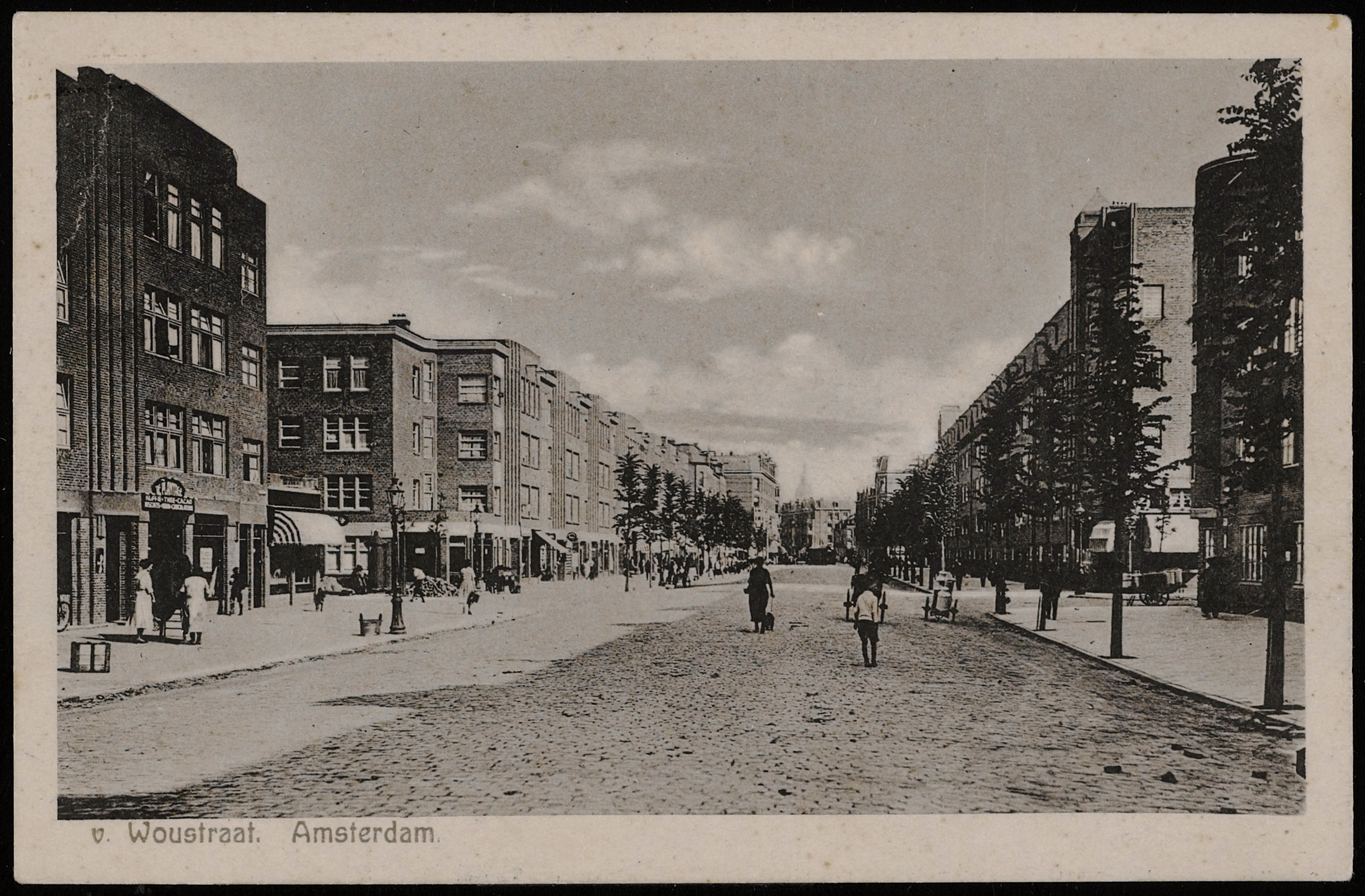
Van Woustraat in 1910 gezien in noordelijke richting met op de achtergond het Paleis voor volksvlijt
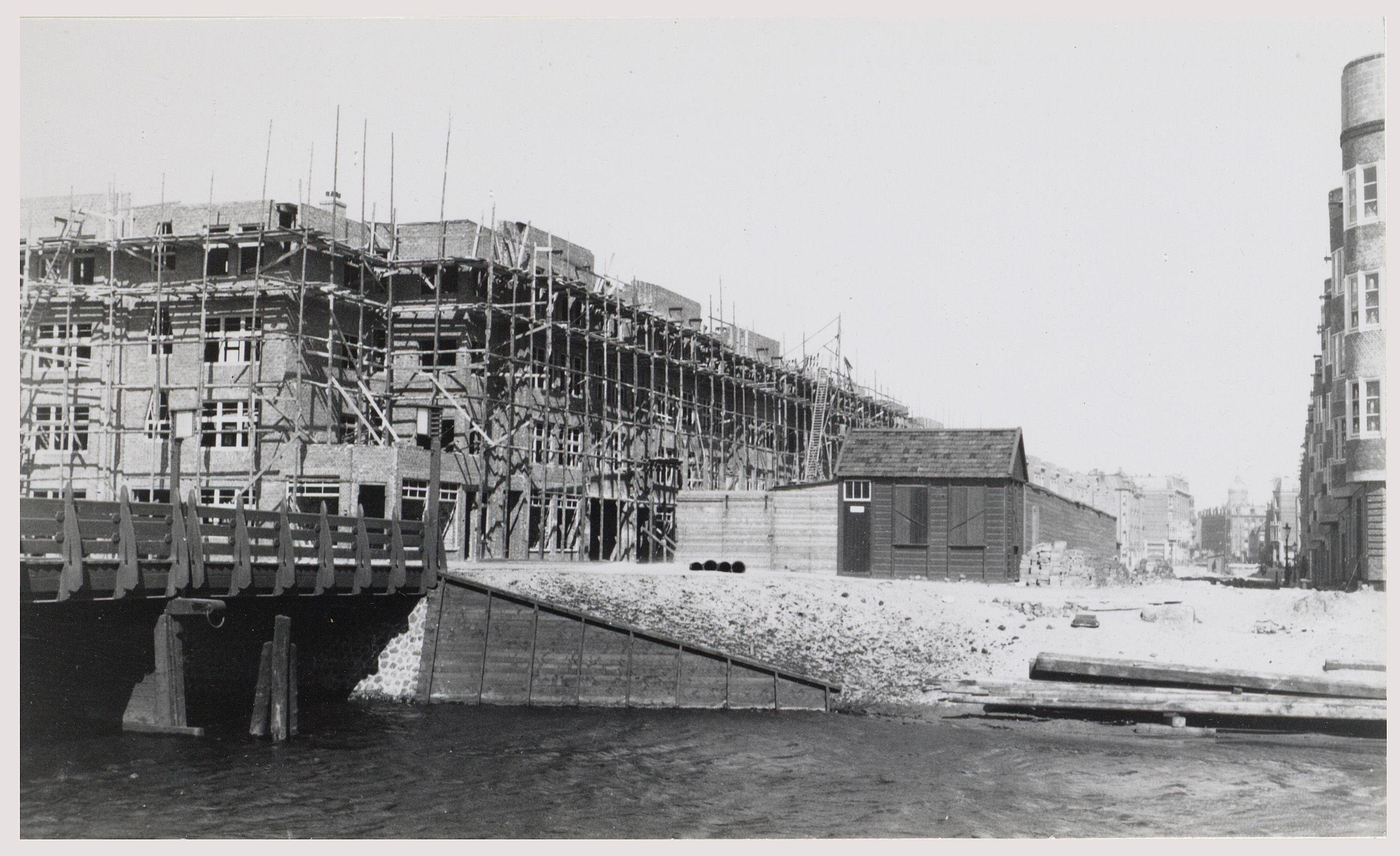
Van Woustraat gezien vanaf het Amstelkanaal in noordelijke richting in 1922 met huizen in aanbouw
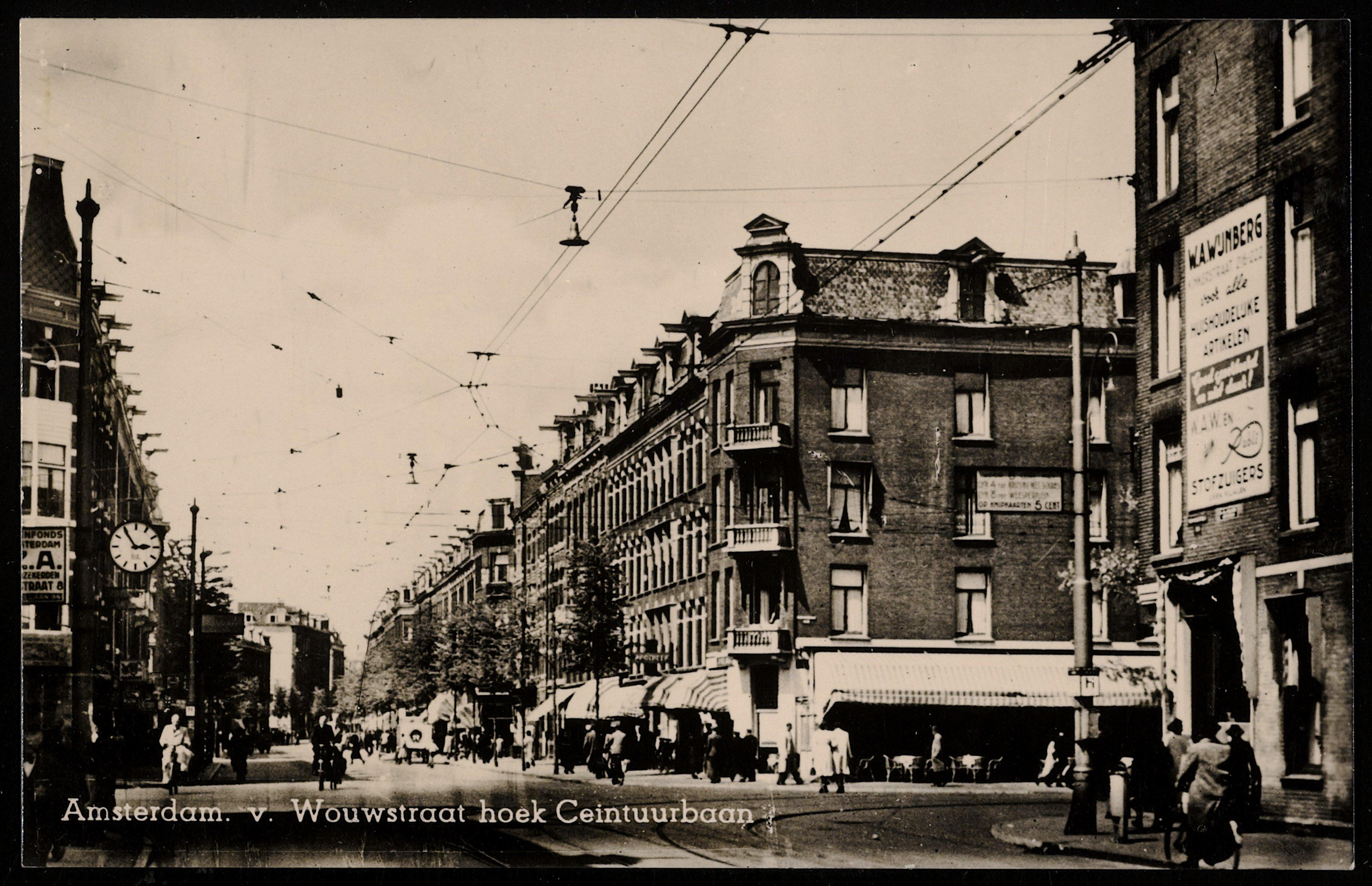
Kruising Van Woustraat met Ceintuurbaan in 1928
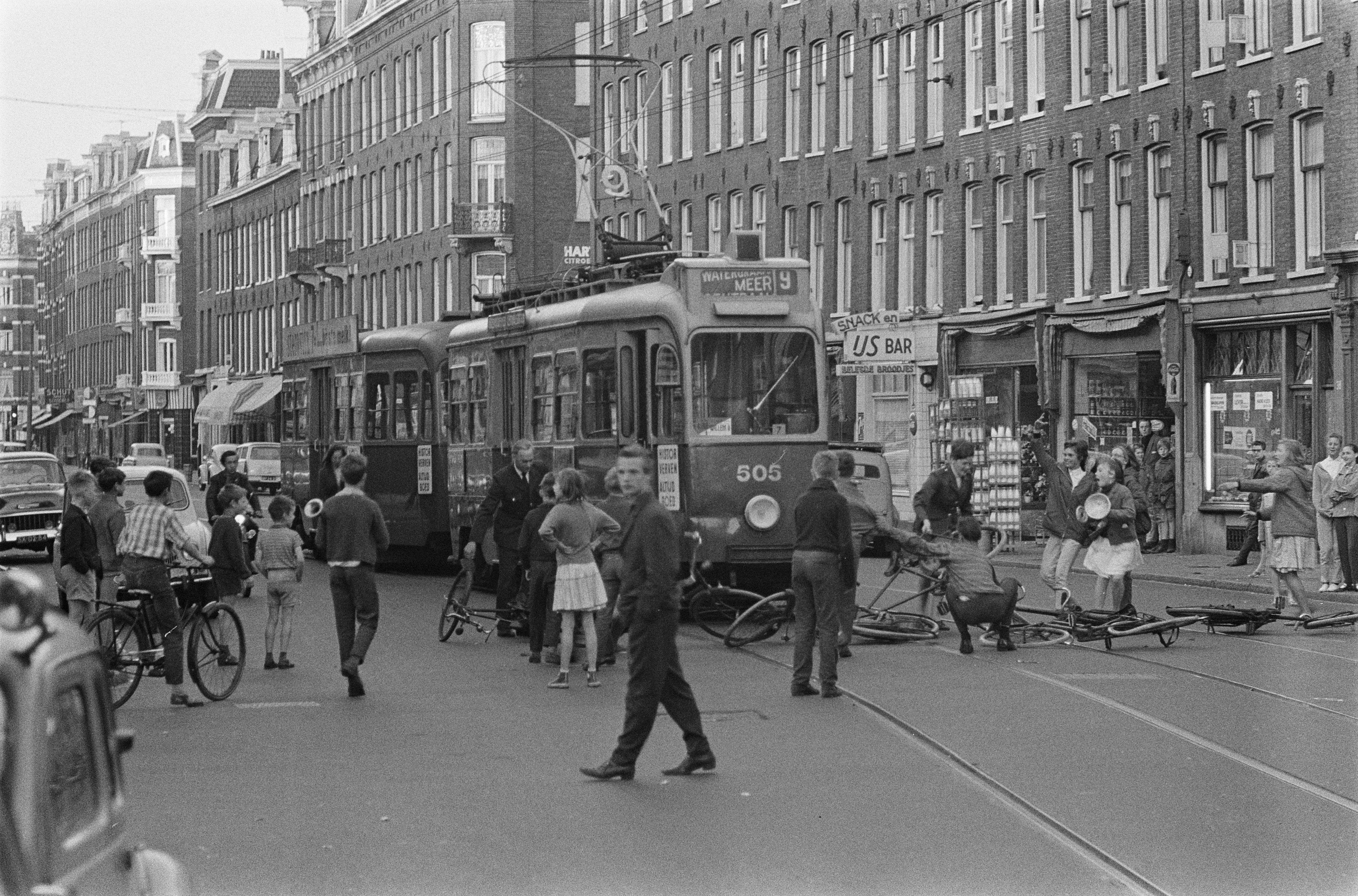
Overlast jongeren in van Woustraat tijdens viering luilak in 1963